# The Knuckle
The Knuckle is een 1404 meter hoge berg op het Australische eiland Tasmanië. De berg ligt in het Nationaal park Ben Lomond en bevindt zich op zo'n 145 kilometer van de hoofdstad Hobart.